# Wilhelm z Polski
Wilhelm z Polski (Wilhelm z Kolína) (XV w.) – polski duchowny katolicki, augustianin biskup.

## Życiorys
Nie znamy bliższych szczegółów dotyczących jego życia. Wiadomo, że należał do zakonu augustianów i był pochodzenia polskiego. 16 maja 1442 roku został prekonizowany biskupem tytularnym Nicopolis ad Iaterum i biskupem pomocniczym diecezji ołomunieckiej. Następnie został przeniesiony do diecezji wrocławskiej.

## Kwestia zapisu
Według pracy O episkopacie tytularnym średniowiecznej i wczesnonowożytnej Polski  zapis Wilhelm z Polski (łac. de Polonia) jest błędną formą zapisu Wilhelm z Kolonii (łac. de
Kolonia).